# Carinatae
Carinatae sind eine systematische Gruppe innerhalb der Avialae (Vögel im weiteren Sinne). Sie umfassen neben den ausgestorbenen Ichthyornithiformes auch die modernen Vögel (Neornithes). Beiden eingeschlossenen Gruppen ist großteils gemein ein gekieltes Brustbein (lat. Carina), das für die Befestigung der Flugmuskeln und damit für die Fähigkeit des Vogelflugs wichtig ist. Dieses ist bei flugfähigen Vögeln ausgeprägt, nicht jedoch bei flugunfähigen modernen Vögeln wie Dodo oder Kakapo.

## Begriff
Der Begriff wurde im 19. Jahrhundert eingeführt. Ab den 1980er Jahren gab es mehrere phylogenetische Definitionen. Die erste definierte Carinatae als knotenbasierte Klade, die Ichthyornis mit modernen Vögeln (Neornithes) vereint. Dem entspricht heute die Definition der Ornithurae. 
Eine neue Definition erfolgte 2001, wonach die Carinatae eine apomorphiebasierte Klade sind, die durch das Vorhandensein eines Brustbeins mit Kiel (Carina) definiert ist.